# Onze-Lieve-Vrouwestraat

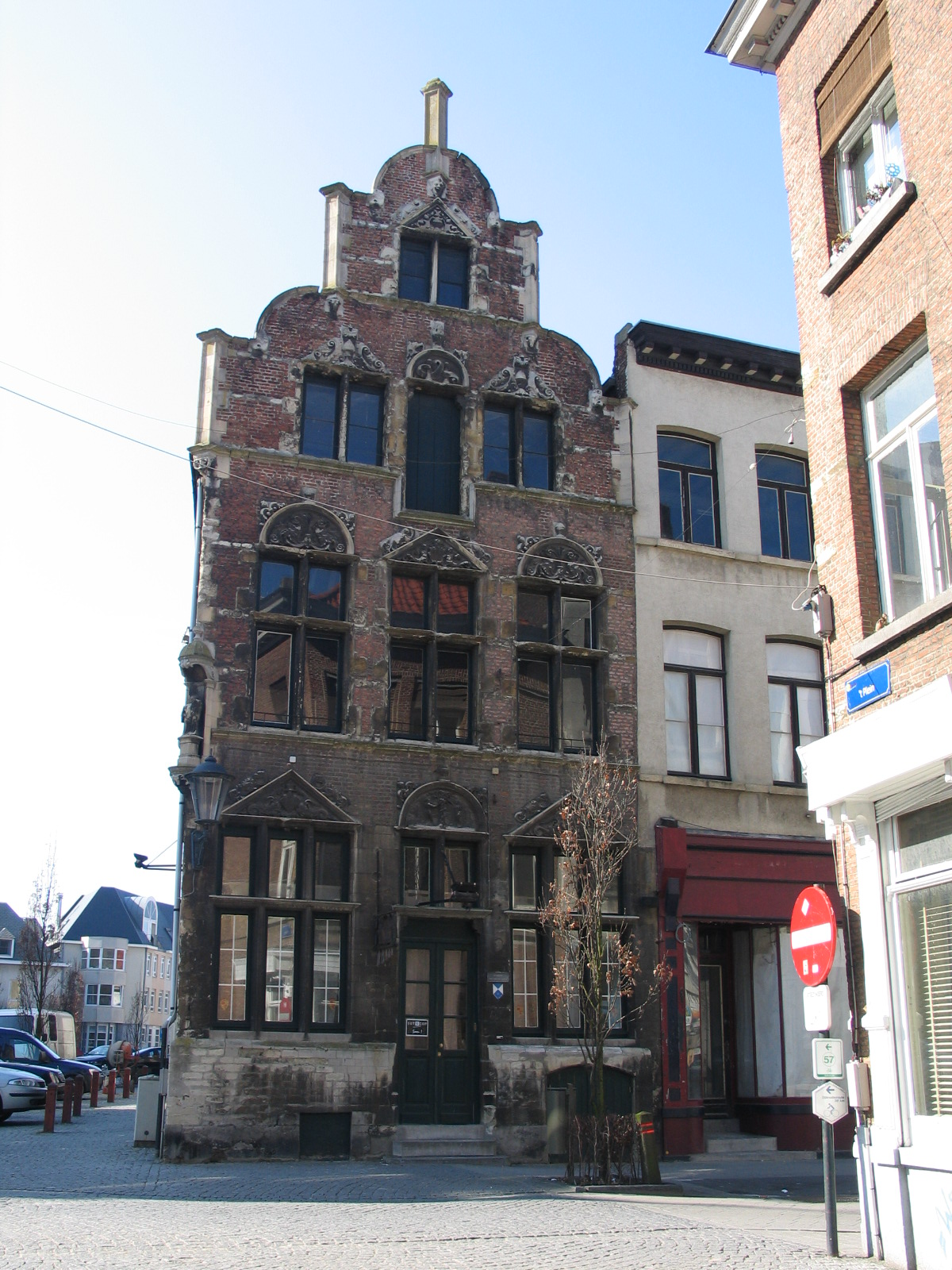
Hemelrijck, een beschermd pand uit begin zestiende eeuw in de straat

De Onze-Lieve-Vrouwestraat in de Belgische stad Mechelen is een straat die de Korenmarkt met de Vijfhoek verbindt. Tezamen met de Hanswijkstraat en de Adegemstraat loopt deze as parallel aan de Binnendijle.
De Onze-Lieve-Vrouw-over-de-Dijlekerk is een gotische kerk gelegen aan de Onze-Lieve-Vrouwestraat. Hemelrijck is een pand uit begin zestiende eeuw in de straat, vlak naast de kerk gelegen.
Tot 1857 was het Onze-Lieve-Vrouweziekenhuis hier gevestigd.
De straat is uitgegroeid tot deel van het winkelgebied van Mechelen-Centrum. In de loop van 2023-2024 werd de straat heraangelegd. Sinds 20 november 2023 is de straat deel van de autoluwe zone.